# Eurecat
Eurecat este un centru tehnologic din Catalonia care promovează integrarea echipamentelor din 2015. În 2018, a deservit 1.500 de companii, dintre care jumătate erau IMM-uri catalane, și avea o forță de muncă de 650 de angajați în 11 centre de muncă. Din 2023, președintele său este Daniel Altimiras.

## Istorie
Centrul a luat naștere în 2015 cu scopul de a integra cele șase centre tehnologice avansate din Catalonia, ASCAMM, Barcelona Digital, CETEMMSA, Barcelona Media, Centrul Tehnologic CTM in Manresa și Leitat in Terrassa. Unele integrări nu au devenit efective până în 2019. După câțiva ani de tranziție, CTM a fost integrată în Eurecat. În prezentarea sa, a fost aprobată o organigramă a centrului cu Xavier Torra ca vicepreședinte executiv și director executiv . S-a mai spus că 14 companii catalane vor face parte din consiliu. Era de așteptat să aibă centrul înființat în 2016, „poziționându-se ca referință în inovarea industrială în Catalonia și sporind modelul de transfer de tehnologie în țara noastră”. Noua entitate a asigurat că va păstra activitatea în fiecare dintre centrele în care se aflau și a asigurat continuitatea locurilor de muncă existente la acea vreme. Generalitati a oferit acestui proces 45 de milioane de euro pana in 2016 prin planuri multianuale de sprijin pentru dezvoltare. În septembrie 2017, birourile au fost mutate la 22@ din Barcelona.
Entitatea a primit 33 de milioane în 2015, 43 în 2017 și 51 în 2018, bani pe care îi reinvestește în activitatea sa. În 2018 s-a finalizat integrarea cu Leitat de Terrassa și s-a finalizat integrarea juridică cu CTM din Manresa. La acea vreme avea optzeci de brevete, șapte spin-off și 65 de inițiative ale programului european Orizont 2020 . Aspiră la o cifră de afaceri de 175 de milioane de euro până în 2025 și să depășească 1.700 de lucrători între toate centrele sale.

### Departamente
Zona de sustenabilitate este formată zonele WEEI și WAS.